# Plevna (Misuri)
Plevna es un lugar designado por el censo ubicado en el condado de Knox en el estado estadounidense de Misuri. En el Censo de 2010 tenía una población de 21 habitantes y una densidad poblacional de 6,32 personas por km².

## Geografía
Plevna se encuentra ubicado en las coordenadas 39°58′51″N 92°5′1″O / 39.98083, -92.08361. Según la Oficina del Censo de los Estados Unidos, Plevna tiene una superficie total de 3.32 km², de la cual 3.32 km² corresponden a tierra firme y (0.16%) 0.01 km² es agua.

## Demografía
Según el censo de 2010, había 21 personas residiendo en Plevna. La densidad de población era de 6,32 hab./km². De los 21 habitantes, Plevna estaba compuesto por el 100% blancos, el 0% eran afroamericanos, el 0% eran amerindios, el 0% eran asiáticos, el 0% eran isleños del Pacífico, el 0% eran de otras razas y el 0% pertenecían a dos o más razas. Del total de la población el 0% eran hispanos o latinos de cualquier raza.